# Brian Holm
Brian Holm Sørensen (født 2. oktober 1962 på Amager) er en dansk tidligere professionel cykelrytter og sportsdirektør. Han er kommunalbestyrelsesmedlem på Frederiksberg for Det Konservative Folkeparti.
Holm er desuden tidligere caféejer og medstudievært på Viasat Sport 1's cykelmagasin, 1. etape. Udgav i 2002 bogen Glæden og Smerten med erindringer fra sin karriere som cykelrytter og i 2009 bogen Den Sidste Kilometer om at få konstateret og at leve med en kræftdiagnose.
Brian Holm indrømmede 24. maj 2007 overfor danske medier, at han i sin tid som aktiv rytter for Telekom havde indtaget EPO
.
Privat har Brian Holm siden 1996 boet på Frederiksberg, hvor han ved Kommunalvalget i 2013 opstillede og blev valgt for Konservative.
Han fik 790 personlige stemmer, hvilket var næstflest blandt kommunens konservative, kun overgået af borgmester Jørgen Glenthøj.
Fra 2021 gik han ind i ejerskabet bagved cykelholdet Airtox-Carl Ras.